# Gaetano Giallanza
Gaetano Giallanza (født 6. juni 1974 i Dornach, Schweiz) er en schweizisk tidligere fodboldspiller (angriber).
Giallanza startede sin karriere i hjemlandet, hvor han frem til 1997 repræsenterede BSC Young Boys, FC Basel, Servette FC og FC Sion. I 1994 vandt han det schweiziske mesterskab med Servette, mens det i 1996 med Sion blev til triumf i landets pokalturnering.
Efterfølgende skiftede Giallanza til udlandet, hvor han havde ophold hos FC Nantes i Frankrig samt Norwich og Bolton i England.

## Titler
Schweizisk mesterskab
- 1994 med Servette

Coupe de Suisse
- 1996 med FC Sion